# フランソワ・ヴェイエルガンス
フランソワ・ヴェイエルガンス（François Weyergans、1941年8月2日 – 2019年5月27日）は、ベルギー出身のフランス語作家、映画監督。

## 生涯
ベルギー・ブリュッセルのエテルベークにて、カトリック作家・映画評論家・出版人の父フランツ・ヴェイエルガンスと、フランス人の母ジャンヌとの間に生まれる。ブリュッセルのイエズス会系の学校を卒業したのち、1958年にパリの映画高等学院に入学、在学中は特にロベール・ブレッソンとジャン＝リュック・ゴダールの映画にのめりこんだ。1961年より、モーリス・ベジャールを撮った作品を皮切りとして映画監督として活動、その傍らで『カイエ・ド・シネマ』などに映画評論を寄稿。
1973年には初の小説作品『道化師』を出版する。同作はジャック・ラカンの精神分析を受けた自身の体験をもとにした作品で、ラカンの虚偽を残酷に暴く作品だったとも評されるが、同年のロジェ・ニミエ賞を受賞した。
以後映画の仕事も続けながら小説作品の発表を続け、『端役たち』（のち『フランスの男たち、女たち』と改題）（1980年）でベルギー王立アカデミー・フランス語フランス文学賞、『コプト人マケール』（1981年）でドゥ・マゴ文学賞、『ボクサーの錯乱』（1992年）でルノードー賞を受賞、2005年には『母の家で過ごした三日間』で、同年のミシェル・ウエルベックの話題作『ある島の可能性』を押さえてゴンクール賞を受賞している。
2009年、前年に死去したアラン・ロブ・グリエのあとを受けてアカデミー・フランセーズ会員となった。
2019年5月27日、パリにて死去。77歳没。

## 邦訳作品
- 『母の家で過ごした三日間』渋谷豊訳、白水社、2008年

## 小説
- 1968 : Salomé（サロメ）
- 1973 : Le Pitre（道化師）
- 1981 : en:Macaire le Copte（『コプト人マケール』）
- 1983 : Le Radeau de la méduse
- 1989 : en:Je suis écrivain
- 1992 : en:La Démence du boxeur（『ボクサーの錯乱』）
- 1997 : Franz et François（フランツとフランソワ）
- 2005 : en:Trois jours chez ma mère（『母の家で過ごした三日間』）

## 映画
- 1962 : Béjart
- 1963 : Hieronymus Bosch
- 1965 : Robert Bresson: Ni vu, ni connu
- 1967 : Baudelaire is gestorven in de zomer
- 1967 : Aline
- 1972 : Un film sur quelqu'un
- 1977 : Maladie mortelle
- 1977 : Je t'aime, tu danses
- 1978 : Couleur Chair (en:Flesh Color)